# Lejkówka wrzosowiskowa
Lejkówka wrzosowiskowa (Clitocybe ericeticola (J. Favre) Harmaja) – gatunek grzybów z rzędu pieczarkowców (Agaricales).

## Systematyka i nazewnictwo
Pozycja w klasyfikacji według Index Fungorum: Clitocybe, Incertae sedis, Agaricales, Agaricomycetidae, Agaricomycetes, Agaricomycotina, Basidiomycota, Fungi.
Po raz pierwszy opisał go w 1792 roku Jean Baptiste François Bulliard, nadając mu nazwę Agaricus ericetorum, jednakże jego opis nie spełniał wymogów nomenklatury botanicznej. Obecną nazwę nadał mu Rolf Singer w 1962 roku. Pozostałe synonimy:
- Agaricus eburneus var. ericetorum (Bull.) L. Marchand 1828
- Clitocybe ericetorum (Bull.) P. Karst. 1879

Nazwę polską podał Stanisław Domański w 1955 r.

## Morfologia
Kapelusz
Średnica do 3 cm, stosunkowo mięsisty, początkowo płaskowypukły, potem wklęsły, nawet prawie pępówkowaty, z podwiniętym brzegiem. Powierzchnia gładka, żółtawobiała, mięsista.
Blaszki
Dość rzadkie, nieco zbiegające na trzon, grube, rozwidlone, od białawych do kremowożółtych.
Trzon
Często trzony wyrastają tak gęsto, że tworzą pęczki. Są górą rozszerzone, powierzchnia włóknista, z grzybnią u podstawy, tej samej barwy co kapelusz.
Miąższ
Biały, nie zmieniający barwy po przecięciu, lekki, o nieokreślonym zapachu i zdecydowanie gorzkim smaku.
Cechy mikroskopowe
Zarodniki kuliste, jajowate, 4–5,5 × 2–3,5 µm.
Gatunki podobne
Swoim kształtem, kolorem i rzadkimi blszkami jest podobny do białych gatunków z rodzaju Cuphophyllus, jednak jego twardy i gorzki miąższ pozwala na odróżnienie go od nich.

## Występowanie i siedlisko
Znane jest występowanie tego gatunku tylko w nielicznych miejscach w Europie. W Polsce do 2024 r. podano cztery stanowiska, ale w późniejszych latach podano wiele następnych (dla synonimu Clitocybe ericetorum).
Naziemny grzyb saprotroficzny. Występuje w zaroślach jałowcowych, na przydrożach i nieużytkach.
Lejkówka wrzosowiskowa prawdopodobnie jest trująca, należy bowiem do sekcji Candicantes, która obejmuje gatunki trujące.